# Meghna Gulzar
Meghna Gulzar (Mumbai, 13 dicembre 1973) è una regista e sceneggiatrice indiana.
È figlia dell'attrice Rakhee e del paroliere, poeta, scrittore, sceneggiatore e regista Gulzar.

## Filmografia parziale
- Hu Tu Tu (1999) - sceneggiatrice
- Filhaal... (2002) - regista e soggettista
- Just Married (2007) - regista, soggettista e sceneggiatrice
- Dus Kahaniyaan (2007) - regista
- Talvar (2015) - regista
- Raazi (2018) - regista e sceneggiatrice
- Chhapaak (2020) - regista e sceneggiatrice

## Premi
- Filmfare Awards
  - 2019: "Best Director"